# Commedia dell'arte

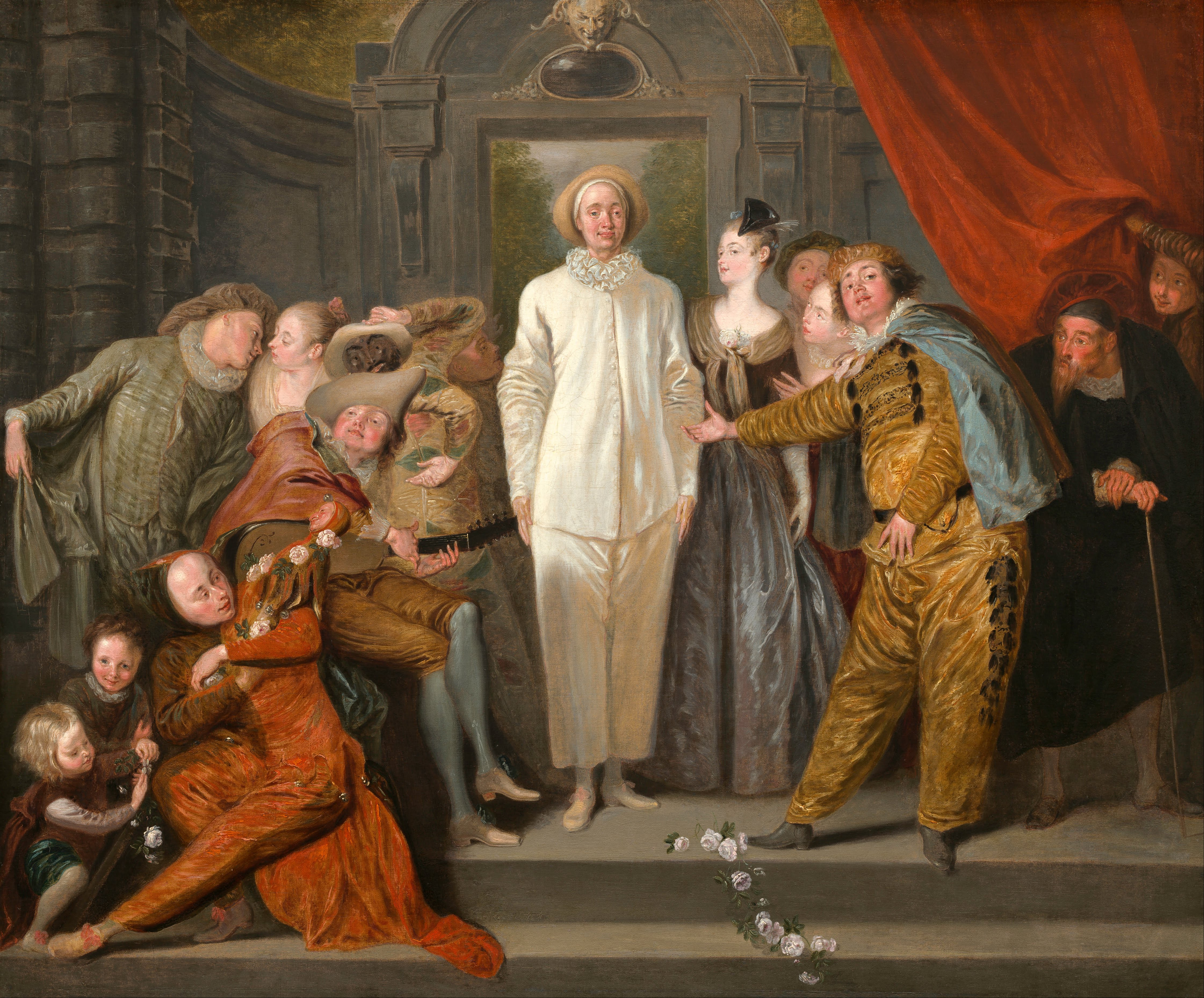
Antoine Watteau - Commedia dell'arte

Commedia dell'arte, av italienska commedia "skådespel", "lustspel" och arte "konst", "hantverk", "yrke", är en teaterform med ett givet galleri av rollfigurer som ofta parodierar olika yrkesgrupper genom variationer av återkommande scener. Commedia dell'arte uppstod i Italien i mitten av 1500-talet.

## Commedia dell'arte växer fram
I södra Europa fanns under medeltiden en sorts gycklare, regelrätta teatersällskap som turnerade runt om i landet och roade folk. Den teaterform som skapades genom dessa grupper kallades "commedia dell'arte", och uppstod i mitten av 1500-talet i Italien. Ur denna konstform växte sedan moderna lustspel och farser fram. Också den moderna cirkusen och varietén har mycket gemensamt med commedia dell'arte. De uppsluppna och spexartade stycken som man spelade bygger på några ständigt återkommande inslag.
Commedia dell'arte var den första västerländska teaterformen som tillät kvinnor på scenen.

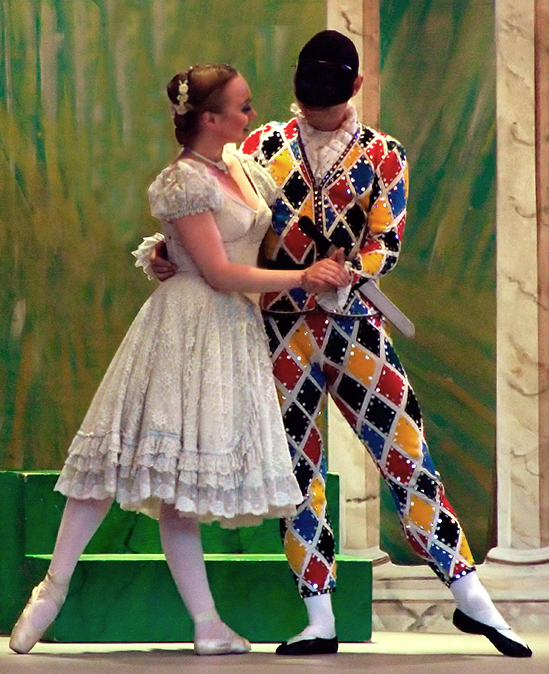
Columbina och Harlekin

## Återkommande rollfigurer

### Harlekin
Den mest kände rollfiguren är Harlekin, eller, som han kallades från början, Arlecchino. Han var en parodi på befolkningen i Bergamo. Han var grov i mun, trögtänkt och ständigt hungrig. Hans kostym var sydd av säckväv. Lappar i olika färger täckte kostymen och symboliserade hans fattigdom. Arlecchino blev under 1700-talet Harlequin (på svenska Harlekin). Han blev mer kvicktänkt och kostymen övergick till en rombmönstrad och färgglad dress. I sitt bälte bär han en sk. batocio (batong) som han använde som bestick, vapen, paddel och flugsmälla.

### Övriga figurer
Harlekins flickvän är den söta Colombina. I henne är också Pajazzo (Pagliaccio) olyckligt förälskad. Denne är en melankolisk clown med toppig hatt och vitsminkat ansikte. I Frankrike kallas figuren för Pierrot, och i våra dagar återfinns han främst i clownnummer på cirkus.  Pagliaccio/Pajazzo/Pierrot/Pedrolino förekommer också som Bertoldo/Balordo.
Andra fasta rollfigurer i commediauniversat är den pilske och snåla gubben Pantalone ("Byxa") - med varianten Beltrame, soldatparodin Il Capitano ("Kaptenen") - med varianterna Truffaldino, Scaramuccio och Spavento, fula koketten Pasquela, akademikern, matvraket och pratkvarnen Il Dottore ("Doktorn") med varianten Tartaglia, Il pedante en lärd narr,  den vidskepliga latmasken Pulcinella, de unga älskarna (Innamorati), den trögtänkte tjänaren Zanni och betjänttjuven Brighella med varianterna Scapino och Pasquino. Dessutom dansparet Coviello och La ballerina.
Alla rollfigurer i commedia dell'arte kallas masker, oavsett om de bär halvmask eller inte. Figurerna styrs av primitiva drifter som sex, girighet och hunger.

## Konstformens död och efterföljare
När commedia dell'arte så småningom dog ut som levande teaterform levde den vidare i dock- och kasperteater. Figurerna i commedia dell'arte förekom i de venetianska adelspalatsens små eleganta marionetteatrar, men det är framför allt i handdocksteatern (som på svenska ofta kallas kasperteater) som figurerna fortsatt att roa publiken och spridits över Europa. Pulcinellafiguren kallades Guignol i Frankrike, Punch i England och Kasper i Sverige. Handdockan lämpade sig oftast bättre än den rörelsemässigt mer eleganta marionetten när det gällde att framföra de burleska upptågen.
Commedians grundelement finns även företrädda i bl.a. Molières, Goldonis och Holbergs komedier.  Även den s.k vaudeville-traditionen med Bröderna Marx, Charlie Chaplin, Buster Keaton och The little Rascals har sina rötter i commedian. I Sverige har commedia dell'arte under de senaste åren främst förvaltats av commediatrupperna Kompani Komedi, Projekt Commedia, 1 2 3 Schtunk, Bouffonteatern, Teatropen och Teater Thalia.